# Tomaso Malvenda
Tomaso Malvenda (Xàtiva, 1566 – Valencia, 7 maggio 1628) è stato uno storico, filosofo e teologo spagnolo, ed esegeta cattolico domenicano.

## Biografia
Tomaso  (Tomás) Malvenda ‹malbℎénda› o Maluenda, esegeta e storico critico spagnolo, entrò nell'Ordine dei Frati Predicatori Domenicani in gioventù.
All'età di trentacinque anni sembra aver già insegnato filosofia e teologia. Le sue critiche sugli Annales Ecclesiastici di Baronius, evidenziata in una lettera della corrispondenza all'autore (1600), dimostra la sua competenza e Baronio usa la sua influenza per convocare Malvenda a Roma. Qui era un consigliere del cardinale, mentre viene incaricato anche nella revisione del Breviario Domenicano, le annotazioni all'Index Expurgatorius di Brasichelli, e scrivere alcuni annali dell'ordine dei Domenicani, (Annalium sacri ordinis Praedicatorum centuria prima, 1627; la cui narrazione giungeva fino al 1246, che sono stati pubblicati contro la sua volontà e senza la sua revisione). A questo periodo appartengono anche il suo Antichristo libri XI (Roma, 1604), e De paradiso voluptatis (Roma, 1605).
Tornato in Spagna nel 1608, Malvenda di dedica a una nuova versione del Vecchio Testamento in latino, con i commentari. Con questo lavoro arriva fino a Ezechiele, XVI, 16, quando morì a Valencia nel 1628. Dà una versione in latino di ogni parola dell'originale, ma molte delle parole latine impiegate sono comprensibili solo attraverso parole equivalenti fornite a margine, ciò dovuto al suo volersi attenere alla traduzione letterale della parola ebraica. L'opera fu pubblicata postuma a Lione nel 1650 in 5 volumi come "Commentaria in S. Scripturam, una cum nova de verbo in verbum ex hebraeo translatione", ecc.

## Opere
- Annotationes alla Bibliotheca SS. Patrum di Marguerin de la Bigne (Roma, 1604)
- Antichristo libri XI (Roma, 1604)
- De paradiso voluptatis (Roma, 1605)
- Annalium sacri ordinis Praedicatorum centuria prima, 1627;